# Колосов Володимир Олександрович
Володимир Олександрович Колосов (народився 16 жовтня 1953) — російський політолог, політичний географ, доктор географічних наук, професор. Президент Міжнародного Географічного Союзу, віце-президент Російського географічного товариства.

## Освіта
У 1975 закінчив географічний факультет МГУ по кафедрі економічної і політичної географії зарубіжних країн.

## Наукова діяльність
Навчався в аспірантурі, працював на географічному факультеті МГУ. У 1982—1985 — завідувач редакцією видавництва «Думка», з 1985 — старший, провідний співробітник Інституту географії АН СРСР, з 1993 — керівник Центру геополітичних досліджень Інституту географії РАН, який став першим в країні науковим підрозділом, спеціалізованим на вивченні теоретичних і прикладних проблем політичної географії.

Читав лекції і працював в університетах Бельгії, Великої Британії, США, Франції, брав участь у багатьох польових дослідженнях і міжнародних наукових проектах. З 2001 — професор університету Тулуза — Ле Мірай (Франція).

У серпні 2012 року на Міжнародному Географічному конгресі в Кельні був обраний Президентом Міжнародного Географічного Союзу.

З 2015 року — завідувач кафедри географії світового господарства географічного факультету МДУ.

## Роботи
Автор понад 250 наукових робіт, в тому числі 13-и книг. Більше 80 робіт видано за кордоном.
 Серед них
- Политическая география: проблемы и методы. Л., 1988. (Політична географія: проблеми і методи. Л., 1988).
- Весна-89: География и анатомия парламентских выборов. М., 1990. (Весна-89: Географія та анатомія парламентських виборів. М., 1990. (у співавт.))
- Россия на выборах: уроки и перспективы. Политгеографический анализ. М., 1995. (Росія на виборах: уроки та перспективи. Політгеографіческій аналіз. М., 1995. (редактор і співавт.)
- Primordialism, territoriality and foreign policy: Russian-Ukrainian relations from the historical perspective 1998

(«Примордіалізм, територіальність і іноземна політика: Російсько-Українські відносини в історичній ретроспективі»).
- Геополитическое положение России: представления и реальность. М., 2000 (Геополітичне становище Росії: уявлення і реальність. М., 2000 (редактор)).
- Геополитика и политическая география. Учебник для вузов. М., 2001. （Н. С. Мироненко Геополітика і політична географія. Підручник для вузів. М., 2001. (у співавт. З Н. С. Мироненко)
- http://www.strana-oz.ru/?numid=4&article=202 [Архівовано 12 листопада 2017 у Wayback Machine.] («Низька» і «висока» геополітика / Вітчизняні записки. № 3 (4), 2002)

## Нагороди
Орден Дружби (20 березня 2017 року) — за заслуги в розвитку науки і освіти, багаторічну сумлінну працю